# Ross Aloisi
Ross Aloisi (Adelaide, 17 aprile 1973) è un allenatore di calcio, commentatore televisivo ed ex calciatore australiano, di ruolo centrocampista, tecnico in seconda dello Shanghai Haigang.

## Carriera

### Club

#### NSL
Fratello maggiore di John, con cui condivide le origini italiane, nella stagione 1990-1991 fu ingaggiato dall'Adelaide City, club della National Soccer League, per la quale disputò 6 partite mentre la squadra finì terza. Aloisi continuò con l'Adelaide City nel 1991-1992 e giocò 11 partite.

#### Europa
Aloisi fu ingaggiato dall'Aarau, dove giocò 38 partite nella stagione 1997-1998 segnando 6 gol ed altre 2 partite nella stagione 1998-1999, prima di trasferirsi al Lorient in Francia, con cui giocò solo una partita in due stagioni prima di trasferirsi al Grazer AK in Austria. Qui giocò 18 gare nella stagione 1999-2000 ed altre 2 nella stagione 2000-2001, dove il club raggiunse il secondo turno della Coppa UEFA 2000-2001. Trasferitosi in Italia, Aloisi disputò 41 gare in due stagioni per l'Alzano Virescit, prima di trasferirsi alla Pro Sesto dove segnò 3 gol in 29 partite nella stagione 2002-2003.

### Nazionale
A 16 anni andò in Scozia per giocare con l'Australia nella Coppa del Mondo Under-16 FIFA del 1989. Giocò una partita contro gli Stati Uniti, giocando 39 minuti nel pareggio per 2-2.
Nel 1994 Aloisi entrò nella Nazionale australiana Under-23, giocando 12 partite (con 2 gol), e debuttando con la Nazionale maggiore contro il Kuwait in un'amichevole nel settembre di quell'anno.
Nel 1996 Aloisi partecipò con l'Under-23 alle qualificazioni per le Olimpiadi del 1996, segnando 5 gol in 5 partite, dopo le quali l'Australia vinse il gruppo dell'Oceania. Aloisi giocò nella partita di ritorno dello spareggio con il Canada che l'Australia vinse. Giocò tutti e tre gli incontri del torneo olimpico ma la Nazionale fu eliminata dopo aver perso contro Francia e Spagna.

### Dopo il ritiro
Dopo il ritiro, Ross Aloisi è diventato commentatore della Fox Sports.

## Statistiche

### Cronologia presenze e reti in nazionale
| Cronologia completa delle presenze e delle reti in nazionale ― Australia | Cronologia completa delle presenze e delle reti in nazionale ― Australia | Cronologia completa delle presenze e delle reti in nazionale ― Australia | Cronologia completa delle presenze e delle reti in nazionale ― Australia | Cronologia completa delle presenze e delle reti in nazionale ― Australia | Cronologia completa delle presenze e delle reti in nazionale ― Australia | Cronologia completa delle presenze e delle reti in nazionale ― Australia | Cronologia completa delle presenze e delle reti in nazionale ― Australia |
| Data                                                                     | Città                                                                    | In casa                                                                  | Risultato                                                                | Ospiti                                                                   | Competizione                                                             | Reti                                                                     | Note                                                                     |
| ------------------------------------------------------------------------ | ------------------------------------------------------------------------ | ------------------------------------------------------------------------ | ------------------------------------------------------------------------ | ------------------------------------------------------------------------ | ------------------------------------------------------------------------ | ------------------------------------------------------------------------ | ------------------------------------------------------------------------ |
| 24-9-1994                                                                | Kuala Lumpur                                                             | Kuwait                                                                   | 0 – 0                                                                    | Australia                                                                | Amichevole                                                               | -                                                                        | 57’                                                                      |
| 27-9-1994                                                                | Tokyo                                                                    | Giappone                                                                 | 0 – 0                                                                    | Australia                                                                | Amichevole                                                               | -                                                                        | 74’                                                                      |
| 6-6-1998                                                                 | Zagabria                                                                 | Croazia                                                                  | 7 – 0                                                                    | Australia                                                                | Amichevole                                                               | -                                                                        | 74’                                                                      |
| Totale                                                                   |                                                                          | Presenze                                                                 | 3                                                                        |                                                                          | Reti                                                                     | 0                                                                        |                                                                          |

## Palmarès

### Club

#### Competizioni nazionali
- Campionato australiano: 2

Adelaide City: 1991-1992
Adelaide United: 2005-2006
- NSL Cup: 1

Adelaide City: 1991-1992